# ガトゥニ・ゲディオン

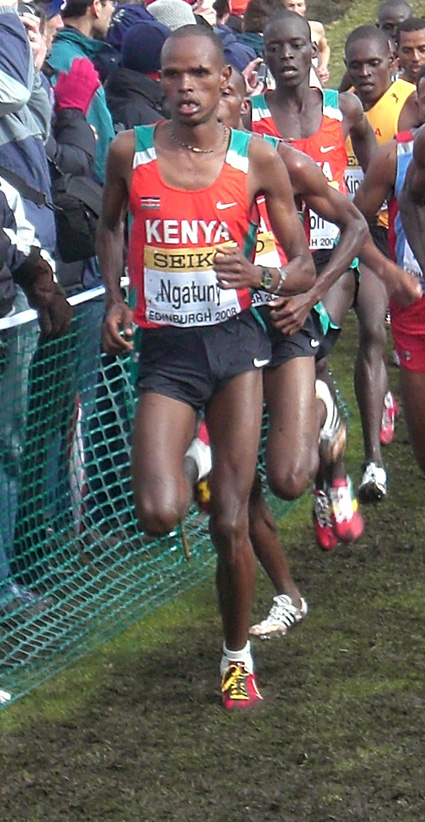
ガトゥニ・ゲディオン（2008年）

ガトゥニ・ゲディオン（Ngatuny Gideon Lekumok、1986年10月10日 - ）は、日本国内を中心に活躍しているケニア共和国出身の陸上競技選手。身長173cm体重54kg。専門は長距離種目。ケニア・アディナイ高校出身。2006年に来日し、2013年4月まで日清食品グループに所属していた。ケニア国内ではケニア警察所属。

## 略歴

### 生い立ち
1986年10月10日にケニアリフトバレー州トランスマラ県キルゴリスのマサイ族の一家に8男3女の11人兄妹の二男として生まれる。マサイ族の戦士（モラン）であった祖父が、草原でライオンと格闘して命を落とした直後に生まれた孫であったため、勇敢な祖父を祈念してマー語（マサイ語）でライオンを意味するガトゥニと名付けられた。メグアッラ小学校（Meguarra Primary School）、ヨタ高校（Nyota Secondary School）と進学したが、貧困により学費の支払いが困難であったため、高校3年生で一旦学校を退学している（ケニアの学制は8・4・4）。最終学歴はアディナイ高校卒。

### ケニアでの陸上競技歴
ケニアの国民的英雄であるポール・テルガトにあこがれ、小学校8年時に陸上競技を始める。当初ゲディオンは楽しみのために陸上競技を行っており、小学校代表として1500mから10000mまでの様々なレースに出場し、幾度か優勝することもあった。
本格的に陸上競技に専念するため、16歳の時に練習拠点をニャンザ州キシイ県キシイのグシイ競技場に移し、2003年にケニアクロスカントリー選手権ジュニアのレースで48位に入り、同年のケニア陸連クロスカントリーミーティングで8位入賞を果たすなど、頭角を現し始めたが、2004-2005年シーズンは不本意な結果に終わる。
2006年2月にケニアクロスカントリー選手権ジュニアのレースで4位入賞し、翌月の世界クロスカントリー選手権の代表選考会でも6位に入賞したため、ゲディオンは世界クロスカントリー選手権大会ジュニアレースのケニア代表候補となる。ところが、国際大会参加のための年齢精査の段階で、ゲディオンの年齢は国際大会のジュニア参加資格を3か月超過していることが判明し、代表候補からは除外された。
しかし、ゲディオンの実力は日本人スカウトの目に留まる所となり、福岡での世界クロスカントリー選手権に参加するケニア代表に帯同して来日。トライアルを突破し、日清食品に入社することとなった。同社には同じケニア出身の先輩ジュリアス・ギタヒも所属している。

### 来日後の陸上競技歴
日本でのデビュー戦は2006年4月29日の第178回日体大長距離記録会で、5000m16組を13分32秒86で制している。5月20日には静岡県長距離強化記録会5000mで13分29秒75とベストを更新、6月13日にホクレン・ディスタンスチャレンジ第4戦網走大会3000mで7分56秒48の記録を残した。
同年7月9日には第49回札幌国際ハーフマラソンに出場し、1時間04分51秒で走り41位となった。11月12日には第47回東日本実業団対抗駅伝で駅伝デビューを果たすと、最長区間4区(17.4km)を担当。48分54秒（区間新記録）で走り区間賞を獲得、日清食品4年ぶり2度目となる優勝に貢献した。11月23日には第18回国際千葉駅伝のケニア代表として出場。2区(10.0km)を26分51秒（区間新記録）で走り、2位争いの伊達秀晃（日本代表）・北村聡（日本学生選抜）らを置き去りにし1分29秒の差をつけ区間賞を獲得し、ケニア代表として優勝を果たした。
2007年、元旦には第51回全日本実業団対抗駅伝に出場、3区(11.8km)を30分48秒で走り区間賞を獲得した。3月24日ケニアで開かれた第35回世界クロスカントリー選手権ではケニア代表として出場し、4位の成績を残した。
2009年、世界陸上ケニア代表選考会を兼ねた6月27日ケニア陸上選手権10000mに出場、27分44秒77で走り2位の成績を残した。この結果、この年ドイツ・ベルリンで開かれる世界陸上選手権のケニア代表に内定した。7月5日には札幌国際ハーフマラソンに出場、メクボ・ジョブ・モグスやギタウ・ダニエルらを振り切り優勝を果たした。しかし、この後同ハーフマラソン出場に関して代表選手の出場禁止指定期間に反したとして、ケニア陸連はゲディオンの世界陸上ケニア代表を取り消した。11月23日には2009名古屋ハーフマラソンに出場、59分50秒（大会新記録）で走りきり2連覇を成し遂げた。
2010年元旦、第54回全日本実業団駅伝では大会前に捻挫を発症し本来の走りは見せられなかったが、2区区間7位で走りきり、日清食品グループの同大会初優勝に貢献した。

## 主な戦績
| 年   | 大会                             | 区間 | 距離   | 結果    | タイム        | etc.                                                                       |
| 2006 | 第49回札幌国際ハーフマラソン     |      |        | 41位    | 1時間04分41秒 |                                                                            |
| 2006 | 第47回東日本実業団対抗駅伝       | 4区  | 17.4km | 区間賞  | 48分54秒      | 区間新記録                                                                 |
| 2006 | 第18回国際千葉駅伝               | 2区  | 10.0km | 区間賞  | 26分51秒      | 区間新記録                                                                 |
| 2007 | 第51回全日本実業団対抗駅伝       | 3区  | 11.8km | 区間賞  | 30分48秒      | 区間新記録（第53回大会にコース変更があったため、第52回大会までの区間記録） |
| 2007 | 第35回世界クロスカントリー選手権 |      | 12km   | 4位     | 36分43秒      |                                                                            |
| 2007 | 第48回東日本実業団対抗駅伝       | 4区  | 16.8km | 区間賞  | 47分23秒      |                                                                            |
| 2008 | 第52回全日本実業団対抗駅伝       | 3区  | 11.8km | 区間賞  | 30分59秒      |                                                                            |
| 2008 | 第36回世界クロスカントリー選手権 |      | 12km   | 7位     | 35分16秒      |                                                                            |
| 2008 | 2008名古屋ハーフマラソン         |      |        | 優勝    | 1時間00分11秒 | [ 4 ]                                                                      |
| 2009 | 第53回全日本実業団対抗駅伝       | 2区  | 8.3km  | 区間2位 | 22分02秒      |                                                                            |
| 2009 | リスボンハーフマラソン           |      |        | 4位     | 1時間00分06秒 |                                                                            |
| 2009 | ケニア陸上選手権                 |      | 10000m | 2位     | 27分44秒77    |                                                                            |
| 2009 | 第52回札幌国際ハーフマラソン     |      |        | 優勝    | 1時間00分39秒 |                                                                            |
| 2009 | 第57回全日本実業団対抗陸上選手権 |      | 10000m | 優勝    | 27分29秒08    |                                                                            |
| 2009 | 第57回全日本実業団対抗陸上選手権 |      | 5000m  | 4位     | 13分18秒63    |                                                                            |
| 2009 | 第50回東日本実業団対抗駅伝       | 3区  | 9.5km  | 区間賞  | 26分40秒      |                                                                            |
| 2009 | 2009名古屋ハーフマラソン         |      |        | 優勝    | 59分50秒      | 大会新記録                                                                 |
| 2010 | 第54回全日本実業団対抗駅伝       | 2区  | 8.3km  | 区間7位 | 22分22秒      | 日清食品グループ優勝                                                       |
| 2011 | 第55回全日本実業団対抗駅伝       | 2区  | 8.3km  | 区間3位 | 22分30秒      | 日清食品グループ3位                                                        |

## 自己ベスト
- 3000m 7分41秒95（2009年）
- 5000m 13分11秒81（2008年）
- 10000m 27分01秒83（2009年）
- ハーフマラソン 59分50秒（2009年）

## 人物
- 好きな動物はゾウ
- 好きな場所は菅平高原
- 妻は日本の実業団で活躍した陸上選手のエバリン・キムウェイ